# Republik
«Републи́к» (нем. Republik — «Республика») — швейцарский новостной онлайн-журнал, выпущенный в 2018 году. Журнал, финансируемый в первую очередь читателями, уделяет особое внимание журналистским расследованиям, взаимодействию читателей и журналистов и текстам длинного формата.

## Основание
Republik был создан в январе 2018 года благодаря краудфандингу. Журнал собрал 750 000 швейцарских франков и привлек 3 000 новых подписчиков за первые семь часов после запуска. В течение следующих пяти недель он собрал дополнительно 3,4 миллиона франков, а к середине января 2018 года, по данным Associated Press, — 7,7 миллиона франков. Republik независим и финансируется читателями, а не рекламой, и за первые месяцы открытия набрал более 15 000 подписчиков. В манифесте Republik говорится, что журнал «финансируется без рекламы: наши читатели — единственные клиенты. И, следовательно, наши боссы».

## Репутация
Кристина Шмидт из Гарвардского фонда журналистики Нимана написала, что «Republik оправдывает ажиотаж» благодаря своим журналистским расследованиям и онлайн-сообществу, которое позволяет читателям взаимодействовать с журналистами. По данным Columbia Journalism Review, исследовательская работа журнала «принесла Republik растущую репутацию в Швейцарии» и заслужила похвалу в швейцарской газете Tages-Anzeiger.